# Hilversum
Hilversum (anhörenⓘ) ist eine Gemeinde in den Niederlanden in der Provinz Nordholland.

## Lage und Wirtschaft
Hilversum liegt im Gooiland, einem Gebiet mit Heide, Wald, Wiesen und kleinen Seen. Die Gemeinde ist 30 km südöstlich von Amsterdam und 25 km nördlich von Utrecht gelegen. Sie hat drei Bahnstationen: Hilversum Media Park, Hilversum (beide an der Linie Amsterdam – Amersfoort) und Hilversum Sportpark an der Strecke nach Lunetten.
Autobahnen verbinden die Stadt mit Utrecht (A27) und Amsterdam (A1).
Die Gemeinde, bis etwa 1820 ein Bauerndorf, gilt als „Medienstadt“, da sie das Rundfunk- und Fernsehzentrum der Niederlande bildet. Der niederländische Rundfunk sendet seit den 1920er Jahren. Zahlreiche Radio- und Fernsehstudios sowie der Hauptsitz des weltweit größten Plattenlabels Universal Music sind hier angesiedelt.
Außerdem gibt es in Hilversum etwas Industrie sowie eine große Rangier- und Wartungsanlage der Niederländischen Eisenbahnen (Stapelplaats Crailoo).
Seit mehr als einem Jahrhundert ist Hilversum beliebt als Wohnort für Pendler nach Amsterdam.

## Politik

### Sitzverteilung im Gemeinderat
Seit 1982 wird der Gemeinderat von Hilversum folgendermaßen geformt:
| Partei                                   | Sitze a | Sitze a | Sitze a | Sitze a | Sitze a | Sitze a | Sitze a | Sitze a | Sitze a | Sitze a | Sitze a |
| Partei                                   | 1982    | 1986    | 1990    | 1994    | 1998    | 2002    | 2006    | 2010    | 2014    | 2018    | 2022    |
| ---------------------------------------- | ------- | ------- | ------- | ------- | ------- | ------- | ------- | ------- | ------- | ------- | ------- |
| Hart voor Hilversum b                    | –       | –       | –       | –       | –       | –       | –       | 3       | 6       | 8       | 8       |
| D66                                      | 2       | 2       | 4       | 4       | 2       | 4       | 3       | 8       | 9       | 7       | 7       |
| VVD                                      | 13      | 10      | 6       | 7       | 6       | 6       | 7       | 7       | 6       | 6       | 5       |
| GroenLinks                               | –       | –       | 3       | 4       | 4       | 5       | 3       | 3       | 2       | 5       | 4       |
| CDA                                      | 10      | 10      | 8       | 6       | 4       | 7       | 4       | 3       | 3       | 4       | 4       |
| Democraten Hilversum                     | –       | –       | –       | –       | –       | –       | –       | –       | –       | –       | 3       |
| PvdA                                     | 7       | 12      | 8       | 5       | 6       | 5       | 9       | 6       | 3       | 2       | 2       |
| SP                                       | 1       | 1       | 0       | 0       | –       | –       | 4       | 3       | 4       | 2       | 2       |
| ChristenUnie                             | –       | –       | –       | –       | –       | 1       | 1       | 2       | 2       | 2       | 1       |
| SGP                                      | 1       | 1       | 1       | 1       | 1       | 1       | –       | –       | –       | –       | –       |
| GPV                                      | 1       | 1       | 1       | 1       | 1       | –       | –       | –       | –       | –       | –       |
| RPF                                      | 1       | 1       | 1       | 1       | 1       | –       | –       | –       | –       | –       | –       |
| BVNL                                     | –       | –       | –       | –       | –       | –       | –       | –       | –       | –       | 1       |
| Leefbaar Hilversum                       | –       | –       | –       | 8       | 14      | 9       | 5       | 2       | 1       | 1       | –       |
| Hilversum1                               | –       | –       | –       | –       | –       | –       | –       | –       | 1       | –       | –       |
| Democratisch Liberale Partij Hilversum b | –       | –       | –       | –       | –       | –       | 1       | –       | –       | –       | –       |
| Hilversum2000                            | –       | –       | 7       | 1       | 0       | –       | –       | –       | –       | –       | –       |
| Centrumpartij ’86                        | –       | –       | –       | 1       | –       | –       | –       | –       | –       | –       | –       |
| PSP                                      | 3       | 1       | –       | –       | –       | –       | –       | –       | –       | –       | –       |
| CPN                                      | 3       | 1       | –       | –       | –       | –       | –       | –       | –       | –       | –       |
| PPR                                      | 3       | 1       | –       | –       | –       | –       | –       | –       | –       | –       | –       |
| Gesamt                                   | 37      | 37      | 37      | 37      | 37      | 37      | 37      | 37      | 37      | 37      | 37      |

Anmerkungen

### Kollegium von Bürgermeister und Beigeordneten
Seit dem 16. Februar 2022 ist Gerhard van den Top (parteilos) amtierender Bürgermeister der Gemeinde. Zu seinem Kollegium zählen die Beigeordneten Karin Walters (HvH), Annette Wolthers (D66), Floris Voorink (VVD), Arno Scheepers (VVD), Bart Heller (GroenLinks) sowie Gerard Kuipers (D66). Gemeindesekretär ist Dick Emmer.

## Sehenswürdigkeiten

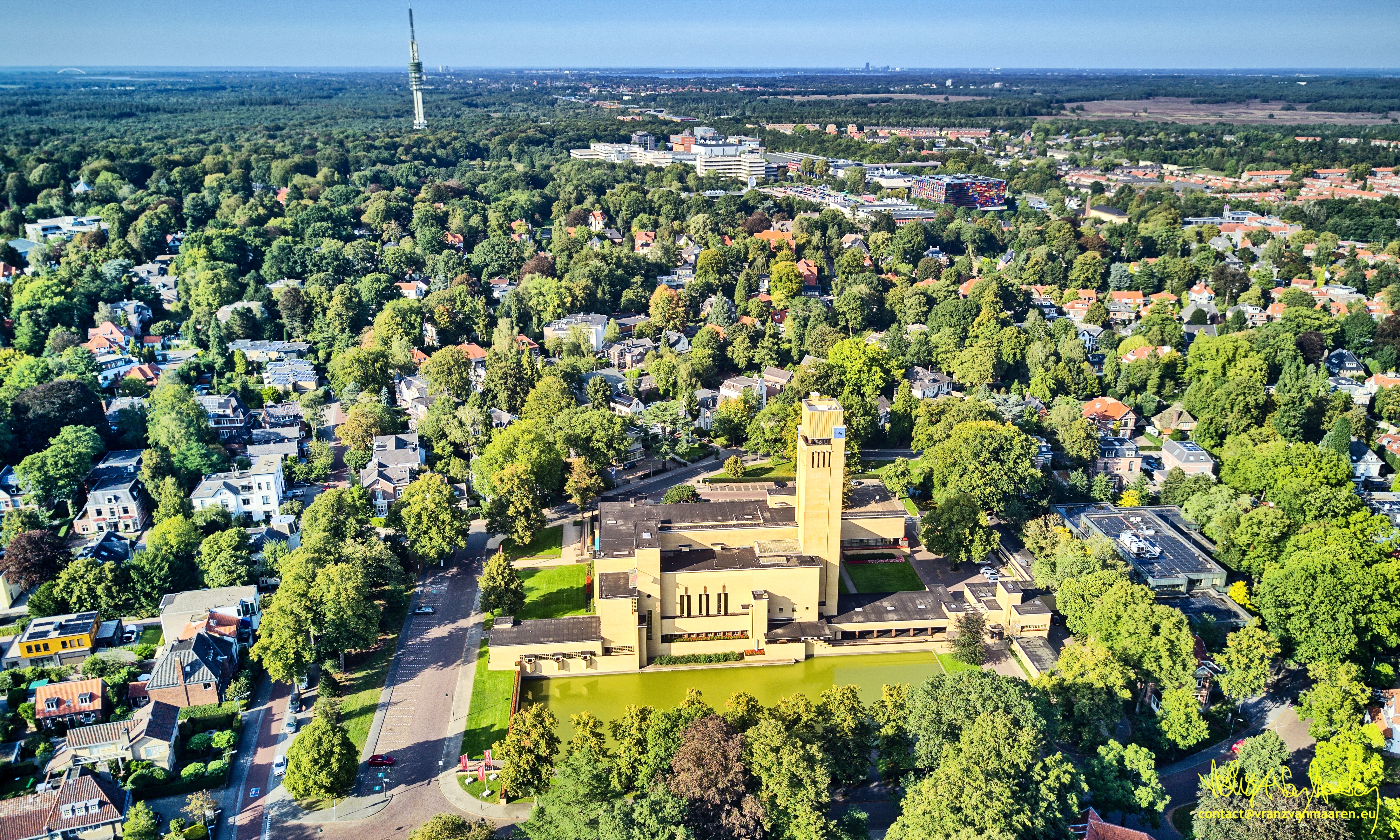
Rathaus und Mediapark (Aufnahme von 2020)

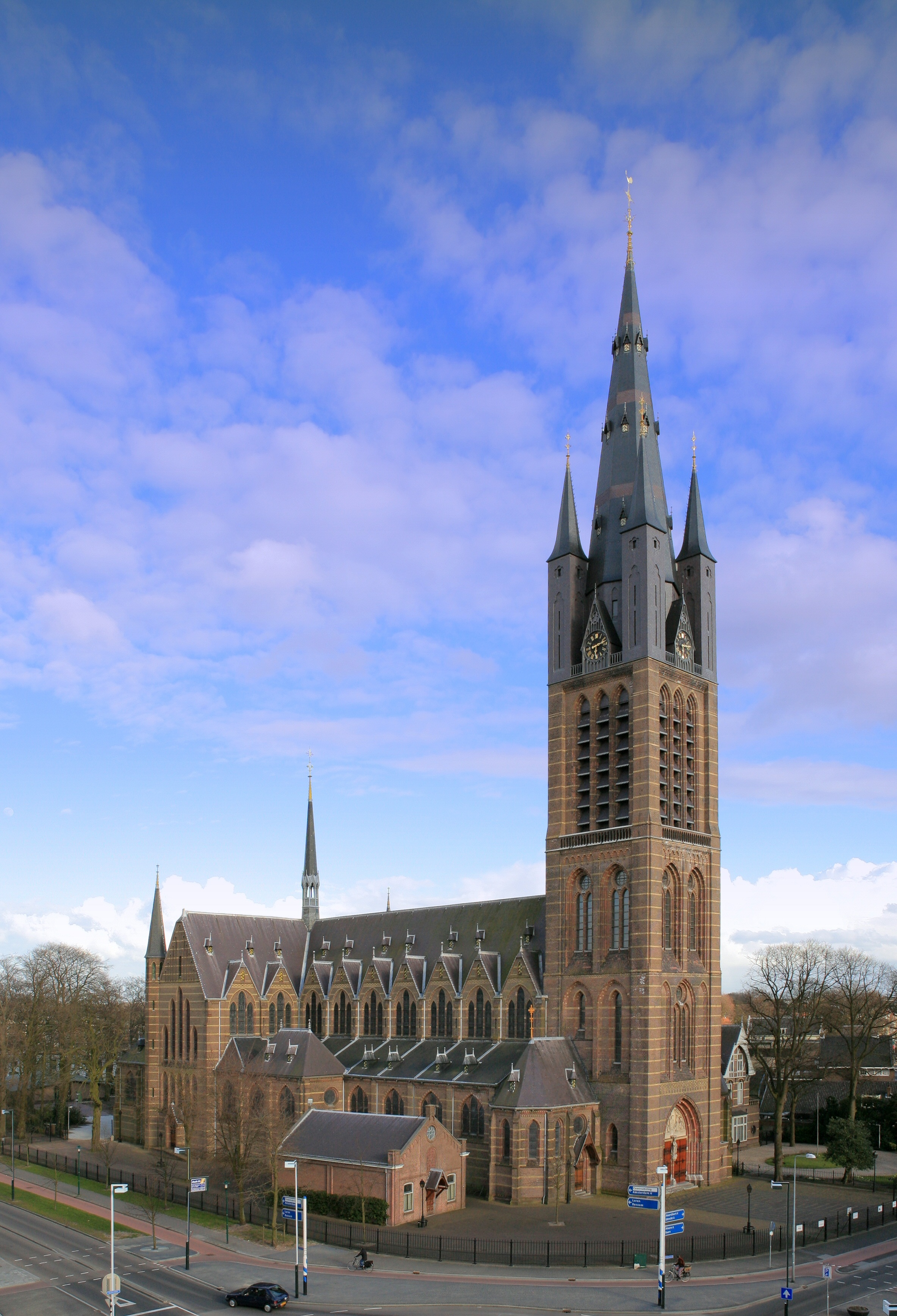
Vituskerk Hilversum

- Das Rathaus in Hilversum, das wegen seiner Architektur überregional bekannt ist, wurde in den Jahren 1928–1931 nach den Plänen des Gemeindearchitekten Willem Marinus Dudok, der auch für viele andere Baudenkmäler in Hilversum verantwortlich ist, erbaut. Es ist als Rijksmonument Nr. 46773 ein niederländisches Kulturdenkmal. Die von Linda de Mol moderierte Sendung Traumhochzeit wurde in diesem Gebäude gedreht. Im Souterrain des Rathauses befindet sich eine Dauerausstellung zum Architekten.
- Das 1928 eröffnete ehemalige Sanatorium Zonnestraal („Sonnenstrahl“) im Süden der Stadt (Rijksmonument Nr. 46771) wurde durch die Architekten Johannes Duiker und Bernard Bijvoet entworfen. Es gilt als Meilenstein des Modernismus.
- Die römisch-katholische St.-Vitus-Kirche, die 1892 im neogotischen Stil nach den Plänen des Baumeisters Pierre Cuypers erbaut wurde, fasst ca. 1800 Personen; ihr Turm hat eine Höhe von 100 Metern. Sie ist Rijksmonument Nr. 22159.
- Das im Jahre 2005 eröffnete städtische Museum Hilversum zeigt Ausstellungen über Kunst und Architektur.
- Im Mediapark an der Nordseite der Stadt gibt es Rundfunk- und Fernsehstudios. Hier wurde 2006 das Museum für Rundfunk und Fernsehen (Beeld en Geluid Experience) errichtet.

## Persönlichkeiten

### Söhne und Töchter der Gemeinde
- Adriana van Ravenswaay (1816–1872), Malerin
- Everhardus Wijnandus Adrianus Lüdeking (1830–1877), Sanitätsoffizier und Naturforscher
- Hendrik Jacobus Hamaker (1844–1911), Rechtswissenschaftler
- Christiaan van Lennep (1887–1955), Tennisspieler
- Johannes Arnoldus Oosterbaan (1910–1998), mennonitischer Theologe
- Henk de Looper (1912–2006), Hockeyspieler
- Fredrik Elisa Loosjes (1913–1994), Biologe und Malakologe
- Jan de Looper (1914–1987), Hockeyspieler
- Inge Heijbroek (1915–1956), Hockeyspieler
- Emmy Lopes Dias (1919–2005), Schauspielerin
- Joop den Uyl (1919–1987), Politiker
- Jaap ter Haar (1922–1998), Schriftsteller
- Lambertus de Rijk (1924–2012), Philosophiehistoriker
- Hans Weber (1925–2017), deutscher Anglist, Hochschullehrer
- Hennie Keetelaar (1927–2002), Wasserballspieler
- Antonius Jan Glazemaker (1931–2018), Bischof
- Ignace Snellen (1933–2018), Verwaltungswissenschaftler
- Pim Jacobs (1934–1996), Jazzmusiker
- Geertje Wielema (1934–2009), Schwimmerin
- Chris Hinze (* 1938), Jazzmusiker
- Ruud Jacobs (1938–2019), Musikproduzent und Jazzmusiker
- Rob van den Broeck (1940–2012), Jazz-Pianist und Maler
- Mary Kok (* 1940), Schwimmerin
- Hubert van Es (1941–2009), Fotojournalist
- Jan Kees Haalebos (1942–2001), provinzialrömischer Archäologe
- Henk de Jonge (* 1943), Jazzmusiker
- Adrie Lasterie (1943–1991), Schwimmerin
- Frank Zweerts (* 1943), Hockeyspieler
- Ineke Tigelaar (* 1945), Schwimmerin
- Evert Kroon (1946–2018), Wasserballspieler
- Hendrik Boeschoten (1950–2024), Turkologe
- Nanda van der Zee (1951–2014), Historikerin
- Jelle Reumer (* 1953), Paläontologe und Evolutionsbiologe
- Max Werner (1953–2024), Sänger und Schlagzeuger der Rockband Kayak
- Nico Landeweerd (* 1954), Wasserballspieler
- Andy Hoepelman (* 1955), Wasserballspieler
- Hans Hasebos (* 1956), Jazzmusiker
- Erwin Olaf (1959–2023), Fotograf
- Arjen Lucassen (* 1960), Rockmusiker
- Reggie de Jong (* 1964), Schwimmerin
- Linda de Mol (* 1964), Fernsehmoderatorin und Schauspielerin
- Reinier Baas (* 1985), Jazzmusiker
- Sick Individuals (* 1988 bzw. 1990), niederländische DJs
- Davy Klaassen (* 1993), Fußballspieler
- Myrte van der Schoot (* 2004), Sprinterin

### Personen mit Bezug zu Hilversum
- Leo Gestel (1881–1941), Maler, starb in Hilversum
- Klaas Koster (1885–1969), Maler, lebte 1920–1969 in Hilversum
- Florentine Rost van Tonningen (1914–2007), rechtsextreme Aktivistin, wuchs in Hilversum auf
- Pim Fortuyn (1948–2002), Politiker, wurde in Hilversum erschossen
- Tera de Marez Oyens (1932–1996), Komponistin, wirkte, lehrte und starb in Hilversum
- M. C. Escher (1898–1972), Künstler, starb in Hilversum
- Rita Hovink (1944–1979), Jazz-, Chanson- und Schlagersängerin, lebte und starb in Hilversum
- John Huang (* 1914), Supercentenarian und älteste in den Niederlanden lebende Person, wohnt in Hilversum

## Verschiedenes

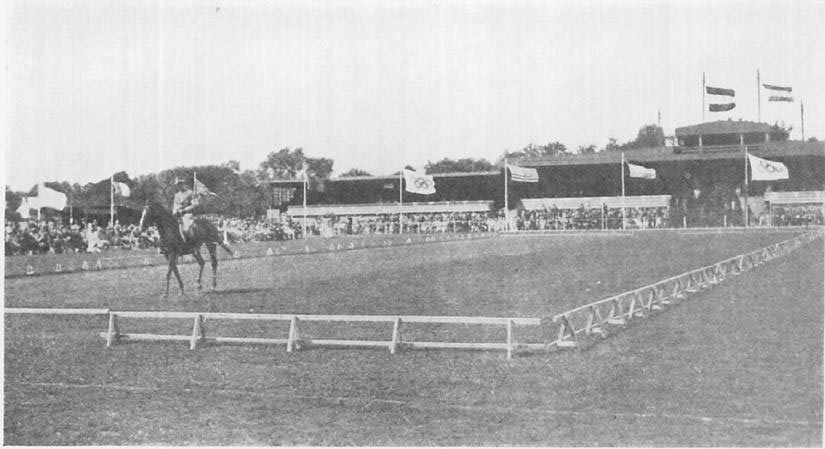
Reiten im Sportpark Hilversum bei den Olympischen Spielen 1928

- Im Rahmen der Olympischen Sommerspiele 1928 in Amsterdam war der Gemeentelijk Sportpark Hilversum Austragungsort der Wettbewerbe im Dressur- und Vielseitigkeitsreiten sowie des Crosslaufs im Modernen Fünfkampf. Als Gast war unter anderem Königin Wilhelmina auf der Tribüne anwesend.[5]
- Im Jahre 1958 fand in Hilversum der Grand Prix Eurovision de la Chanson respektive der Eurovision Song Contest statt. Oft war in Hilversum auch der Sitz der niederländischen Jury.
- Seit 1980 hat das größte und älteste niederländische Musikmagazin OOR seinen Sitz in der Stadt.
- Das Konservatorium von Hilversum fusionierte 1994 mit dem Sweelinck Konservatorium zum Conservatorium van Amsterdam und wurde in der nahen Hauptstadt angesiedelt.
- In Hilversum haben viele Radiosender ihren Hauptsitz, so u. a. auch der größte holländische Radiosender Radio 538 oder Skyradio.